# Cenco Temuco
Cenco Temuco (anteriormente conocido como Portal Temuco) es un centro comercial de la ciudad de Temuco, capital de la Región de La Araucanía, en el sur de Chile. Se ubica en el sector Poniente de la urbe, y es propiedad del holding Cencosud, al cual pertenecen otros centros comerciales como Cenco Osorno, Cenco Florida y Cenco Alto Las Condes. Es el mayor complejo comercial de gran envergadura en Temuco, superando en extensión a otros dos centros comerciales de la ciudad (que operan bajo el formato de outlet), el Easton Outlet Mall Temuco,el Patio Outlet Temuco y el boutique Mall Mirage, de la calle Torremolinos, cerca del Mall Portal Temuco. Con esto suma 4 malls en Temuco. Fue inaugurado el 10 de noviembre de 2005.

## Estructura y distribución
Con más de 140 000 metros cuadrados construidos, lo convierte en uno de los Malls más grandes del sur del país y el quinto más grande fuera de la capital tras el Mall Paseo Costanera de Puerto Montt. El edificio cuenta con tres plantas destinadas al público más dos niveles de estacionamientos (uno en altura y otro en el subsuelo). La estructura tiene en sus extremos las tiendas anclas: Ripley al suroeste, Paris al norte, y el hipermercado Jumbo al sureste. Además que cuenta con una tienda de moda H&M y con una tienda para artículos del hogar Easy.